# René Dettweiler
René Dettweiler (* 25. April 1983 in Lübz) ist ein ehemaliger deutscher Profiboxer.

## Amateurkarriere
Dettweiler war unter anderem Internationaler Deutscher Vize-Juniorenmeister im Schwergewicht 2000 sowie Viertelfinalist der Junioren-Europameisterschaft 2001 und gewann nach einer Niederlage im Halbfinale gegen Steffen Kretschmann eine Bronzemedaille im Schwergewicht bei der Deutschen Meisterschaft der Erwachsenen 2002 in Sindelfingen. Zudem boxte er beim Boxteam Mecklenburg in der 2. Bundesliga.

## Profikarriere
Dettweilers Profikarriere dauerte von 2003 bis 2010. Nach 18 Siegen in Folge verlor er im November 2006 knapp durch Split Decision nach Punkten gegen den erfahrenen Briten Michael Sprott. Nach vier weiteren Siegen verlor er zudem im August 2008 durch Majority Decision nach Punkten gegen seinen Landsmann Cengiz Koç.
Seinen bedeutendsten Sieg erzielte er dann im Oktober 2009 einstimmig gegen Gbenga Oluokun. Er beendete seine Karriere nach einer vorzeitigen Niederlage gegen Edmund Gerber im Januar 2010.